# Preddöhl
Preddöhl ist ein Ortsteil der Gemeinde Kümmernitztal des Amtes Meyenburg im Landkreis Prignitz in Brandenburg.

## Geographie
Der Ort liegt acht Kilometer nördlich von Pritzwalk. Die Nachbarorte sind Buckow im Norden, Neu Giesenhagen im Nordosten, Giesenhagen im Osten, Neu Falkenhagen, Falkenhagen und Birkenfelde im Südosten, Kammermark im Süden, Felsenhagen und Ihlenpuhl im Südwesten, Klein Triglitz im Westen sowie Mertensdorf im Nordwesten.